# Jan II Wielki Komnen
Jan II Wielki Komnen (ur. 1262 lub 1263, zm. 16 sierpnia 1297) – cesarz Trapezuntu od 1280 do 1284 roku. Panował po raz drugi od 1285 do 16 sierpnia 1297 roku. 

## Życiorys
Był najmłodszym synem cesarza Manuela I i jego trzeciej żoną Ireny Syrikainy. Jego panowanie to poprawa kontaktów z Cesarstwem Bizantyńskim. Cesarz bizantyński Michał VIII podjął z Janem II rozmowy o zrzeczeniu się tytułu i symboli władzy cesarzy bizantyńskich. Jego żoną została Eudokia Paleologina, córka cesarza Michała VIII Paleologa. Po nieudanej próbie powrotu na tron cesarskiego brata - Jerzego, w 1284 roku przeciwko cesarzowi wystąpiła jego przyrodnia siostra, Teodora Wielka Komnena (1284), której udało się przejąć rządy. Jan II odzyskał władzę (1284) i panował aż do śmierci w 1297 roku.